# Dendrophidion boshelli
Espèce
Dendrophidion boshelli est une espèce de serpents de la famille des Colubridae.

## Répartition
Cette espèce est endémique de Colombie.

## Étymologie
Cette espèce est nommée en l'honneur de Jorge Boshell-Manrique.

## Publication originale
- Dunn, 1944 : Los géneros de anfibios y reptiles de Colombia. Caldasia, vol. 2, no 10, p. 497-529 (texte intégral).